# Aguilar de Segarra
Aguilar de Segarra ist eine Gemeinde in der katalanischen Comarca Bages in der Provinz Barcelona. Sie hat 291 Einwohnern (Stand: 2024) und liegt auf einer Seehöhe von 480 Metern.
In dem Dorf befinden sich mehrere bemerkenswerte Gebäude: die Burg von Castellar, die Burg von Aguilar, sowie die Kirchen Sant Andreu d’Aguilar, Sant Miquel de Castellar, Santa Magdalena de Còdol-Rodon, Santa María de les Coromines und Santa María del Grauet.